# Меркур Шпил-Арена
Меркур Шпил-Арена, раније познат под именима Есприт Арена, ЛТУ Арена и Диселдорф Арена, мултифункционални је фудбалски стадион у Диселдорфу, Немачка. Стадион има 54.600 места за гледаоце, покретни кров, као и специјални систем грејања који омогућава коришћење стадиона током лета, а и зими.
Грађен је од 2002. до 2004, да замени бивши стадион који није задовољавао одређене стандарде, на истом месту у близини реке Рајне. На овом стадиону у пролеће 2011. одржана је Песма Евровизије.
У јануару 2024. године у дворани су игране утакмице Европског првенства у рукомету за мушкарце.